# Dudul alb de pe strada Batiștei (București)

Dudul alb de pe strada Batiştei - fotografie de primăvară

Dudul alb de pe strada Batiştei - fotografie de primăvară

Dudul alb (Morus alba) de pe strada Batiștei nr. 13 din București este un arbore ocrotit cu o vârstă de peste 200 de ani.